# Hwad Ibrahim Abdel Hamid
Hwad Ibrahim Abdel Hamid Lumomba (arabisch حواد إبراهيم عبد الحميد لومومبا; * 1948) ist ein ehemaliger sudanesischer Boxer.
Er trat bei den Olympischen Sommerspielen 1968 in Mexiko-Stadt an. Im Federgewichtsturnier kam er auf Platz 17.